# Otello du Soleil
Vous lisez un « bon article » labellisé en 2019.
Pour les articles homonymes, voir Othello.
Otello du Soleil (né le 15 mars 2002 et mort en novembre 2023) est un cheval de sport de robe baie, inscrit au stud-book du Selle français, qui a surtout été monté par le cavalier suisse Romain Duguet, en saut d'obstacles. Il est fils d'Alligator Fontaine et d'une fille de Papillon Rouge.
S'il permet à Romain Duguet de percer au plus haut niveau des compétitions de saut d'obstacles en 2011, avec notamment une victoire sur l'étape Coupe des nations de Sopot, Otello du Soleil est surtout connu pour avoir violemment attaqué la jument Quismy des Vaux début juin 2015, en marge du CSIO de Saint-Gall en Suisse, ce qui a conduit à l'arrêt de la carrière sportive de cette jument, puis à un règlement au tribunal. Il participe à quelques épreuves de saut d'obstacles à 1,60 m, dont le très réputé CSIO de Spruce Meadows en septembre 2015. À partir de l'été 2017, sa propriétaire Christiana Duguet, épouse de Romain Duguet, le monte sur des compétitions jusqu'au niveau CSI2*.
Sa retraite sportive est décidée fin novembre 2019.

## Histoire

### Jeunes années
Otello du Soleil naît le 15 mars 2002 chez Marianne Eichenberger, au domaine du Soleil, à Cossaye dans la Nièvre (France),.
Il est monté jusque durant son année de 6 ans par Gilles Veron, puis est accueilli dans les écuries de Clément Boulanger, et celles de Kevin Staut, avant d'arriver dans celles de Benjamin Robert pour sa saison de compétitions de 7 ans.

### Acquisition par Christiana Duguet

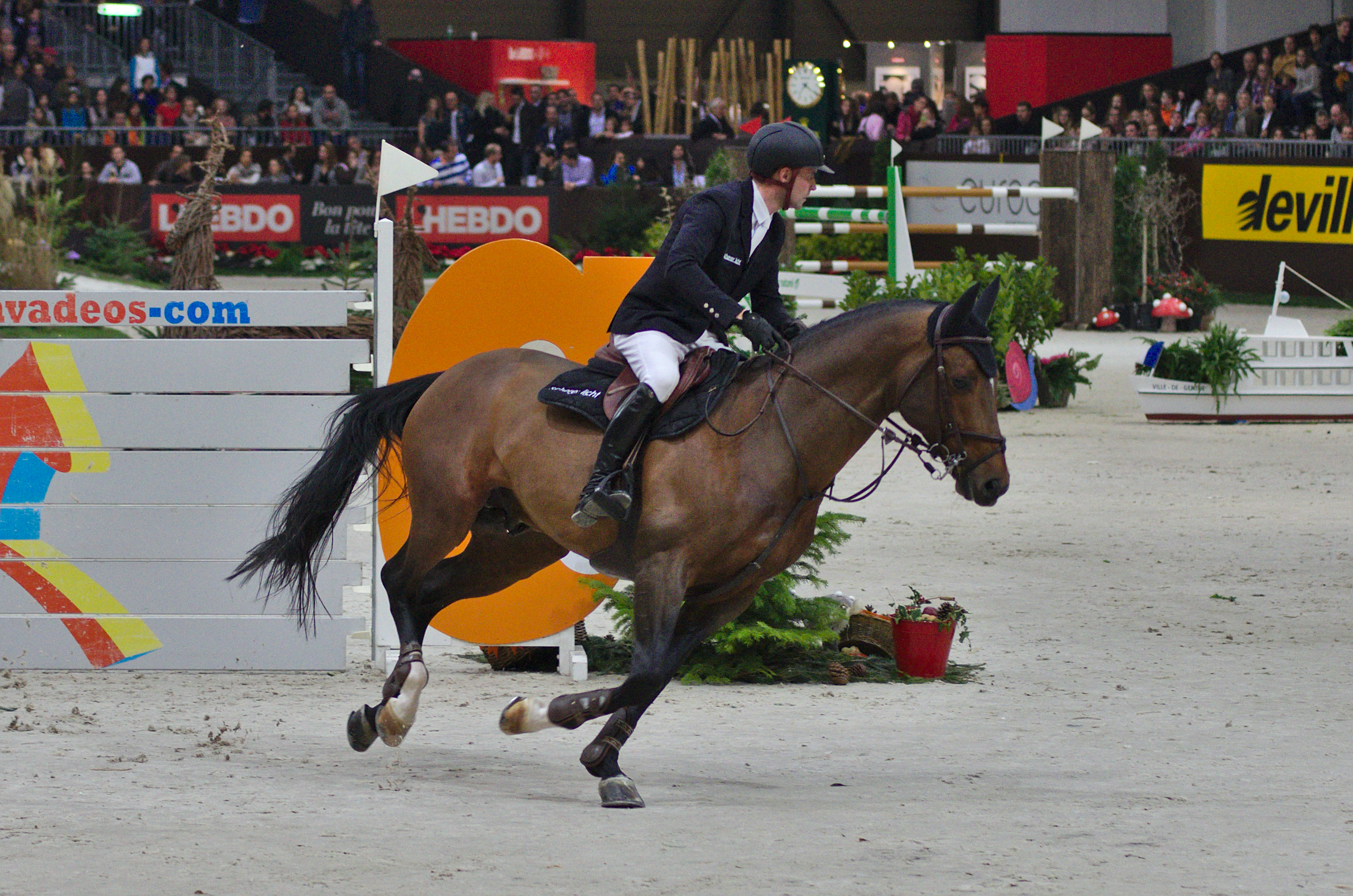
Otello du Soleil monté par Romain Duguet pendant le 54e CHI de Genève, en décembre 2014.

Devenu la propriété de la Suissesse Christiana Duguet en 2010, il effectue la majeure partie de sa carrière sportive avec l'époux de celle-ci, le cavalier suisse Romain Duguet : Christiana Duguet aide particulièrement Romain à percer au plus haut niveau du saut d'obstacles ; c'est d'ailleurs la présence d'Otello du Soleil dans ses écuries qui le lui permet, notamment en 2011.
Il remporte l'épreuve Coupe des nations du Concours de saut international officiel 3 étoiles (CSIO3*) de Sopot en 2011. Pour sa première participation au réputé Concours hippique international de Genève en décembre 2011, il termine 3e d'une épreuve à 1,45 m,.
En octobre 2012, il est immobilisé en raison d'une inflammation au suspenseur.
Il décroche une seconde place lors d'une épreuve à 1,50 m à Saint-Gall, devancé de deux dixièmes de temps par le vainqueur Olivier Philippaerts. Ensuite, 
il remporte une épreuve à 1,50 m au CSIO5* de Rotterdam en juin 2014, comptant pour le classement Longines, en signant le parcours sans faute le plus rapide parmi les 51 partants ; une faute au barrage du jeudi l'avait rétrogradé à la 13e place.
Lors du CSIO de Saint-Gall en Suisse, le 6 juin 2015, il s'incline dans l'épreuve de chasse (1,45 m) derrière le cavalier belge Grégory Wathelet sur Egano vh Slogenhof, malgré une fin de parcours très rapide et un virage très court sur l'obstacle vertical no 13. Dans la nuit du 6 au 7 juin 2015, profitant d'une défaillance du système de sécurité, Otello du Soleil sort de son box démontable et casse le loquet du box de la jument Quismy des Vaux, qu'il tente de saillir, l'attaque, et la blesse gravement,,, au point de mettre un terme à la carrière sportive de la jument. Quismy s'est vraisemblablement défendue, puisqu'Otello du Soleil présente de légères blessures au poitrail et à la tête. L'affaire conduit à un règlement au tribunal,.
Il participe au fameux CHIO d'Aix-la-Chapelle sur des hauteurs de barre d'1,55 m en août 2015, bouclant un premier tour sans faute, mais terminant son second tour avec 8 points, ce qui lui octroie une 6e place. En septembre 2015, il saute durant le très réputé CSIO de Spruce Meadows, à Calgary, et fait tomber une barre sur chacune des deux épreuves à 1,60 m auxquelles il participe, ce qui ne l'empêche pas de terminer à la 9e place au classement de l'Akita Drilling Cup, puis à la 6e place de l'épreuve des six barres.
Très en forme pour ses premières sorties de l'année 2016, en mars, il décroche la victoire dans l'épreuve de vitesse du CSI5* (Concours de saut international 5 étoiles) de Paris au Grand Palais, de même qu'une 5e place au Prix Hermès sellier, tous deux sur des hauteurs d'obstacles de 1,50 m. Il ne participe pas aux Jeux olympiques d'été de 2016 à Rio de Janeiro puisque Romain Duguet lui préfère sa jument Quorida de Treho.
À partir de l’été 2017, il est monté par sa propriétaire Christiana Duguet, jusqu'au niveau CSI2*. Il est mis à la retraite sportive fin novembre 2019, à l'âge de 17 ans,,, : Christiana Duguet a annoncé la nouvelle sur les réseaux sociaux, précisant qu'Otello est encore en bonne forme. Ce cheval se trouvait alors dans ses écuries depuis près de 10 ans.

### Mort
Otello du Soleil meurt le 4 ou 5 novembre 2023 à l'âge de 21 ans.

## Description

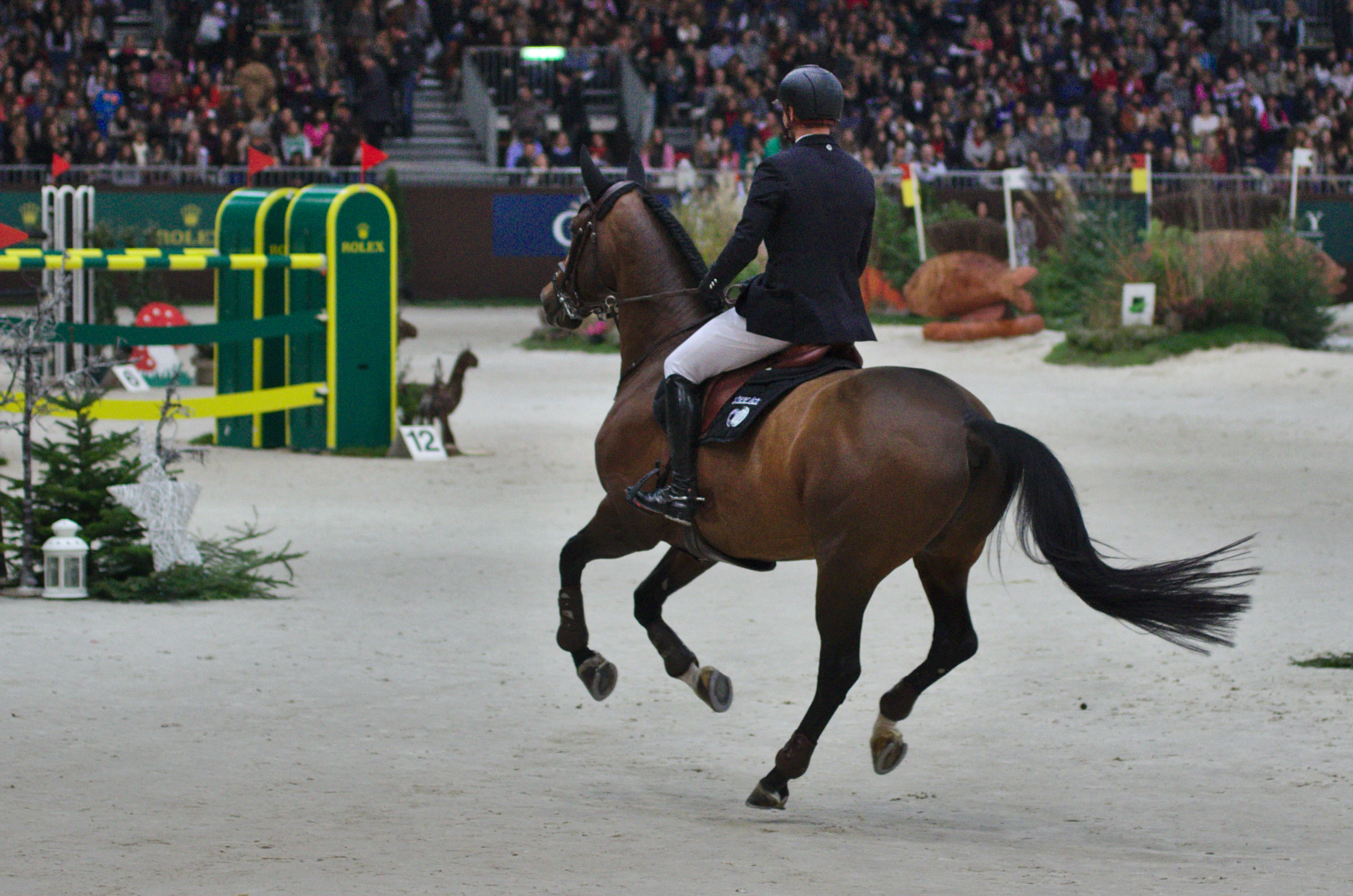
Otello du Soleil monté par Romain Duguet pendant le 54e CHI de Genève, en décembre 2014.

Otello du Soleil est un cheval de sport mâle de robe baie, inscrit au stud-book du Selle français. Il mesure 1,65 m. Christiana Duguet le surnomme « roi Toto ».

## Palmarès

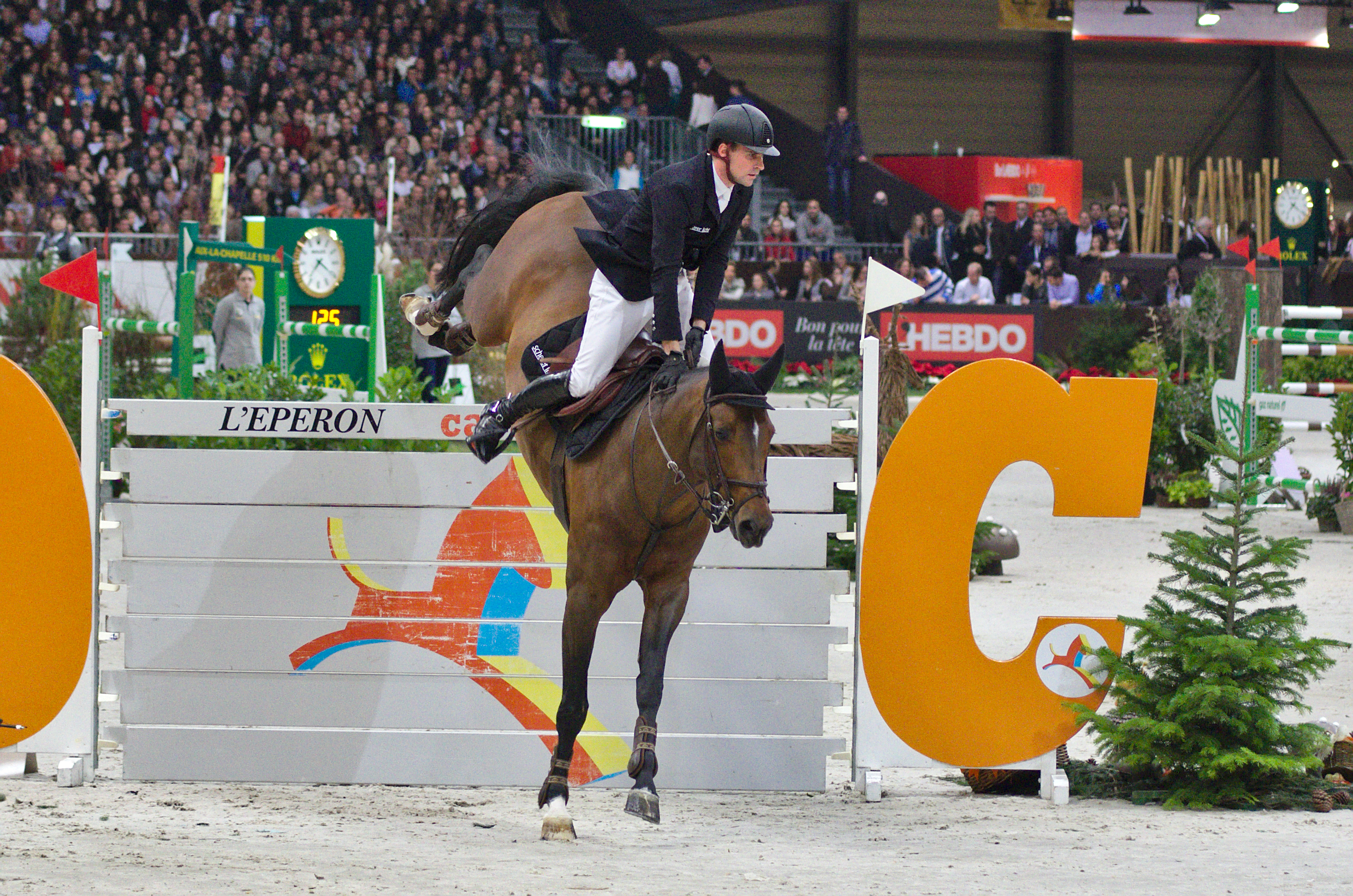
Otello du Soleil monté par Romain Duguet pendant le 54e CHI de Genève, en décembre 2014.

Otello du Soleil a décroché 11 victoires sur 313 participations effectives en concours de saut d'obstacles durant sa carrière sportive.

### En 2010
- 16 septembre 2010 : second du Grand Prix La Nazione à 1,60 m, au CSI3* de La Bagnaia[1]

### En 2011
- 28 avril 2011 : 3e d'une épreuve à 1,45 m au CSI3* de Maubeuge[1]
- 12 mai 2011 :  5e  de l'étape Coupe des nations à 1,60 m au CSIO4* de Linz-Ebelsberg[1]
- 2 juin 2011 : 5e d'une épreuve à 1,55 m au CSI4* de Bourg-en-Bresse[1]
- 9 juin 2011 : vainqueur de l'étape Coupe des nations à 1,40 m-1,60 m au CSIO3* de Sopot[1]
- 23 juin 2011 : 5e d'une épreuve à 1,55 m au CSI4* de Geesteren[1]
- 11 août 2011 : 4e de l'étape Coupe des nations à 1,40 m-1,60 m au CSI03*-W-NC de Bratislava[1]
- 13 octobre 2011 : vainqueur d'une épreuve à 1,45 m au CSI2* de Chevenez[1]
- 1er décembre 2011 : 4e d'une épreuve à 1,55 m au CSI4* de Salzbourg[1]
- 8 décembre 2011 : 3e d'une épreuve à 1,45 m au Concours hippique international de Genève[8]

### En 2012
- 13 mars 2012 : second du Grand Prix du CSI3* de Vejer de la Frontera, à 1,50 m[30]
- 18 mai 2012 : vainqueur d'une épreuve à 1,50 m au CSI3* de San Giovanni in Marignano[1]
- 19 juillet 2012 : second d'une épreuve à 1,50 m au CSI3* d'Ascona[1]
- 16 août 2012 : 5e d'une épreuve à 1,50 m au CSI3* de Hachenburg[1]

### En 2013
Il atteint un indice de saut d'obstacles (ISO) de 156 en 2013.
- 7 juin 2013 : second d'une épreuve à 1,40 m au CSIO3*-Coupe des nations de Lisbonne[1]
- 23 août 2013 : 3e d'une épreuve à 1,45 m au CSI3* de Verbier[1]
- 6 décembre 2013 : 3e d'une épreuve à 1,50 m au CSI4* de Salzbourg[1]
- 8 décembre 2013 : 7e du Grand prix du CSI4* de Salzbourg, à 1,60 m[1]

### En 2014
Il atteint un ISO de 168 en 2014.

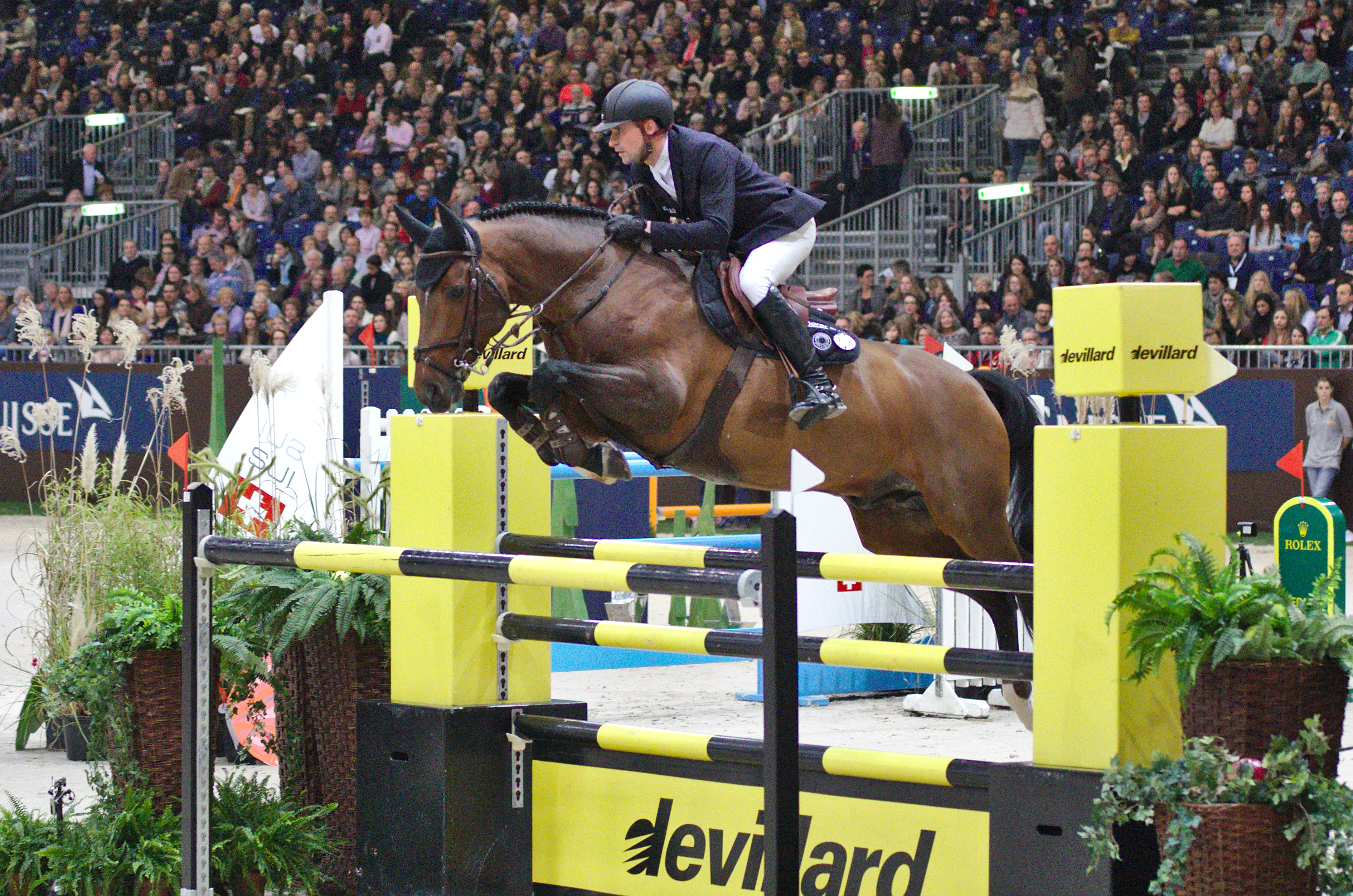
Otello du Soleil monté par Romain Duguet pendant le 54e CHI de Genève, en décembre 2014.

- 24 janvier 2014 : 3e d'une épreuve à 1,45 m au CSI5* étape Coupe du monde de Zurich[1]
- 28 février 2014 : 4e d'une épreuve à 1,50 m au CSI3* de Vejer de la Frontera[1]
- 31 mai 2014 : second d'une épreuve à 1,50 m au CSIO5*-Coupe des nations de Saint-Gall[11]
- 20 juin 2014 : vainqueur d'une épreuve à 1,50 m au CSIO5* de Rotterdam[12]

### En 2015
Il atteint un ISO de 169 en 2015.
- 24 avril 2015 : 5e au CSI4* de Hagen, à 1,50 m[1]
- 31 mai 2015 : 3e au CSI4* de Bourg-en-Bresse, à 1,45 m[1]
- 6 juin 2015 : second d'une épreuve de chasse à 1,45 m au CSIO5*-Coupe des nations de Saint-Gall[32]
- 10 juillet 2015 : 6e d'une épreuve à 1,45 m au CSIO5*-Coupe des nations de Falsterbo[1]
- 2 août 2015 :  vainqueur d'une épreuve à 1,45 m au CSIO5*-Coupe des nations d'Hickstead[33]
- 22 août 2015 : 5e d'une épreuve à 1,55 m au CHIO d'Aix-la-Chapelle[20],[1]
- 9 septembre 2015 : 9e de l'Akita Drilling Cup au CSIO de Spruce Meadows, à 1,60 m[21]
- 11 septembre 2015 : 6e de l'épreuve des six barres au CSIO de Spruce Meadows, à 1,60 m[22]
- 6 novembre 2015 : vainqueur du Grand prix du CSI4* de Liège, à 1,50 m[34]
- 6 décembre 2015 : vainqueur du Grand prix du CSI4* de Salzbourg, à 1,60 m[35],[5]

### En 2016
Il atteint un ISO de 169 en 2016.
- 30 janvier 2016 : second du Grand prix du CSI5* de Zurich, à 1,40 m[36]
- 12 mars 2016 : vainqueur de la compétition 4 au CSI5* de Bois-le-Duc, à 1,40 m[1]
- 27 mai 2016 : vainqueur du Prix de la ville de Paris et 5e du Prix Hermès sellier au CSI5* de Paris, à 1,50 m[23]
- 27 mai 2016 : 3e de l'étape Global Champions Tour au CSI5* de Chantilly, à 1,50 m[37],[38]
- 4 juin 2016 : 8e du Prix à 1,45 m au CSIO5*-NC de Saint-Gall, avec Romain Duguet[1]
- 9 décembre 2016 : 5e du Prix à 1,45 m au CSI5* de Genève, avec Romain Duguet[1]

### En 2017
Il atteint un ISO de 146 en 2017.
- 28 janvier 2017 : 3e du prix à 1,40 m au CSI5*-W de Zurich, avec Romain Duguet[1]
- 21 juillet 2017 : 3e du prix à 1,15 m-1,20 m au CSIAm-B d'Ascona, avec Christiana Duguet[1]
- 28 juillet 2017 : 3e du prix à 1,20 m au CSI1* de Crans-Montana, avec Christiana Duguet[1]
- 1er septembre 2017 : 4e du prix à 1,20 m au CSIAm-B d'Humlikon, avec Christiana Duguet[1]

### En 2018
- 24 février 2018 : second d'une épreuve à 1,10 m lors du CSI1* d'Oliva, avec Christiana Duguet[1]
- 8 juin 2018 : 3e d'une épreuve à 1,30 m lors du CSI3* de Gorla Minore, avec Christiana Duguet[1]
- 22 juin 2018 : 4e d'une épreuve à 1,25 m lors du CSI1* de Busto Arsizio, avec Christiana Duguet[1]
- 8 juillet 2018 : second d'une épreuve à 1,25 m lors du CSIAm-B de Dettighofen - Albführen, avec Christiana Duguet[1]
- 19 août 2018 : 4e d'une épreuve à 1,35 m lors du CSIAm-A de Donaueschingen, avec Christiana Duguet[1]
- 30 août 2018 : 5e d'une épreuve à 1,20 m-1,25 m lors du CSIAm-B d'Humlikon, avec Christiana Duguet[1]
- 13 octobre 2018 : 6e d'une épreuve à 1,30 m lors du CSI1* d'Oliva, avec Christiana Duguet[1]
- 17 novembre 2018 : vainqueur d'une épreuve à 1,25 m lors du CSI1* de Vermezzo, avec Christiana Duguet[1]

### En 2019
- 17 mars 2019 : 5e d'une épreuve à 1,30 m lors du CSI2* de Gorla Minore, avec Christiana Duguet[1]
- 28 mars 2019 : 4e d'une épreuve à 1,20 m lors du CSI3* de Gorla Minore, avec Christiana Duguet[1]
- 20 juillet 2019 : 4e d'une épreuve à 1,30 m lors du CSIAm-A d'Ascona, avec Christiana Duguet[1]
- 4 août 2019 : 4e d'une épreuve à 1,40 m lors du CSIAm-A de Donaueschingen-Immenhöfe, avec Christiana Duguet[1]
- 27 septembre 2019 : 4e d'une épreuve à 1,15 m lors du CSI1* de Gorla Minore, avec Christiana Duguet[1]

## Origines
Otello du Soleil est un fils de l'étalon Selle français Alligator Fontaine, et de la jument Selle français Fleur de pivoine, par Papillon Rouge. Son arrière-grand-mère maternelle Joyeuse de Choisy est également la mère de l'étalon Apache d'Adriers.
Il compte 58 % d'ancêtres Pur-sang, pour 39 % de Selle français et assimilés. C'est un Selle français originel, sans croisement d'origine étrangère sur 4 générations.

## Descendance
Si Otello du Soleil est indiqué comme étant un cheval entier (potentiellement reproducteur) ou un étalon dans une majorité de bases de données, (il l'était assurément jusqu'en 2015), d'autres sources, notamment la Fédération équestre internationale, le référencent comme un hongre, donc castré.